# Všesportovní stadion
Das Všesportovní stadion (deutsch Multisportstadion) war ein Fußballstadion mit Leichtathletikanlage in der tschechischen Stadt Hradec Králové in der nordostböhmen Region Královéhradecký kraj. Die Mannschaft des Fußballvereins FC Hradec Králové traf in der Spielstätte im Stadtteil Malšovice auf seine Gegner.

## Geschichte
Das Stadion wurde mit der Zielankunft der 3. Etappe der internationalen Friedensfahrt am 11. Mai 1966 eröffnet. Dazu bestritten Spartak Hradec Králové und der brasilianische Verein CR Vasco da Gama (2:3) das erste Fußballspiel im Stadion. Markantestes Merkmal des Všesportovní stadion war die 1975 errichtete Flutlichtanlage. Die vier, je 45 Tonnen schweren und 55 Meter hohen, Masten erinnerten in ihrer Form an überdimensionale Lutscher. Daher leitete sich auch der Spitzname Stadion pod lízátky (deutsch Stadion unter den Lutschern) der Sportstätte ab.
Das Stadion bot insgesamt Platz für 25.000 Besucher. Größtenteils sind die Tribünen mit Holzbänken und nicht mit Einzelsitzen ausgestattet. Das weite Rund besaß auf der Haupt- und der Gegentribüne eine kleine Überdachung. Um das Spielfeld mit Naturrasen verlief eine Aschenbahn. Die Anlage entsprach aber nicht den UEFA- wie FIFA-Vorschriften. Nachdem im Januar 2011 weitere Kunststoff-Sitze installiert wurden; standen nur 7000 Sitzplätze zur Verfügung.
Im März 2017 hatte der FC Hradec Králové Pläne für den Um- bzw. Ausbau des Stadions vorgelegt. Beim Club lagen über sechs Jahre Pläne für einen Neubau in der Schublade. Da man aber keine privaten Investoren fand, wurde dieses Vorhaben nicht umgesetzt. Der Umbau sollte bei laufendem Spielbetrieb vollzogen werden, darum sollten die vier Ränge nach und nach abgebrochen und neu errichtet werden. Der Startschuss für die Arbeiten mit Kosten von ca. 16 Mio. Euro, die mit öffentlichen Mitteln beglichen werden sollen, sollte im Frühjahr 2018 fallen. Nach der Renovierung sollte ein Platzangebot von über 9291, davon 550 Business-Sitze, vorgesehen. Die Fertigstellung war im Laufe des Jahres 2020 geplant.

## Malšovická aréna
Von Februar 2022 bis August 2023 wurde auf dem Grund des Všesportovní stadion eine neue Spielstätte errichtet. Die Malšovická aréna bietet 9300 überdachte Sitzplätze.

## Galerie

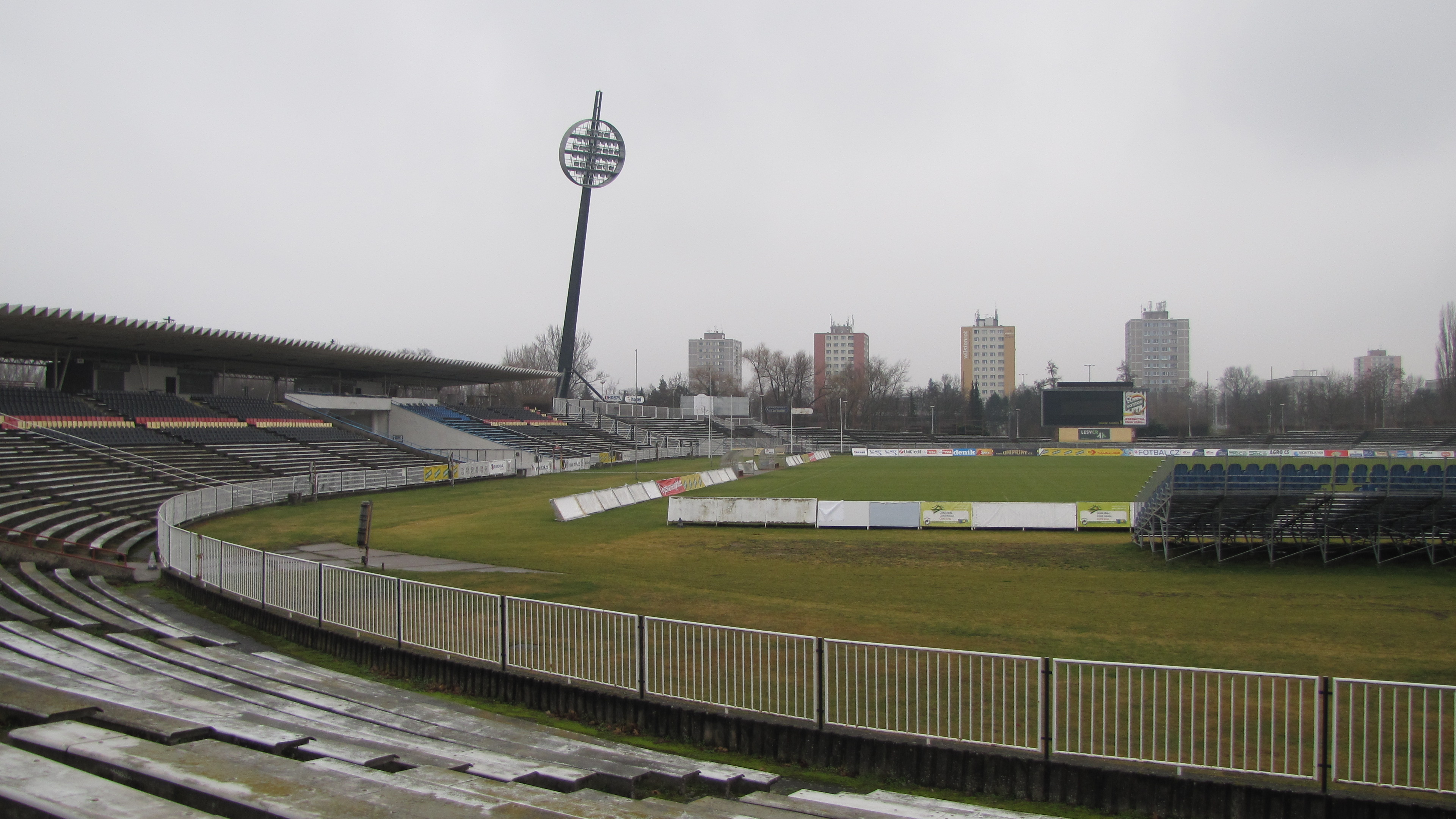
Blick in das Stadion (Januar 2014)
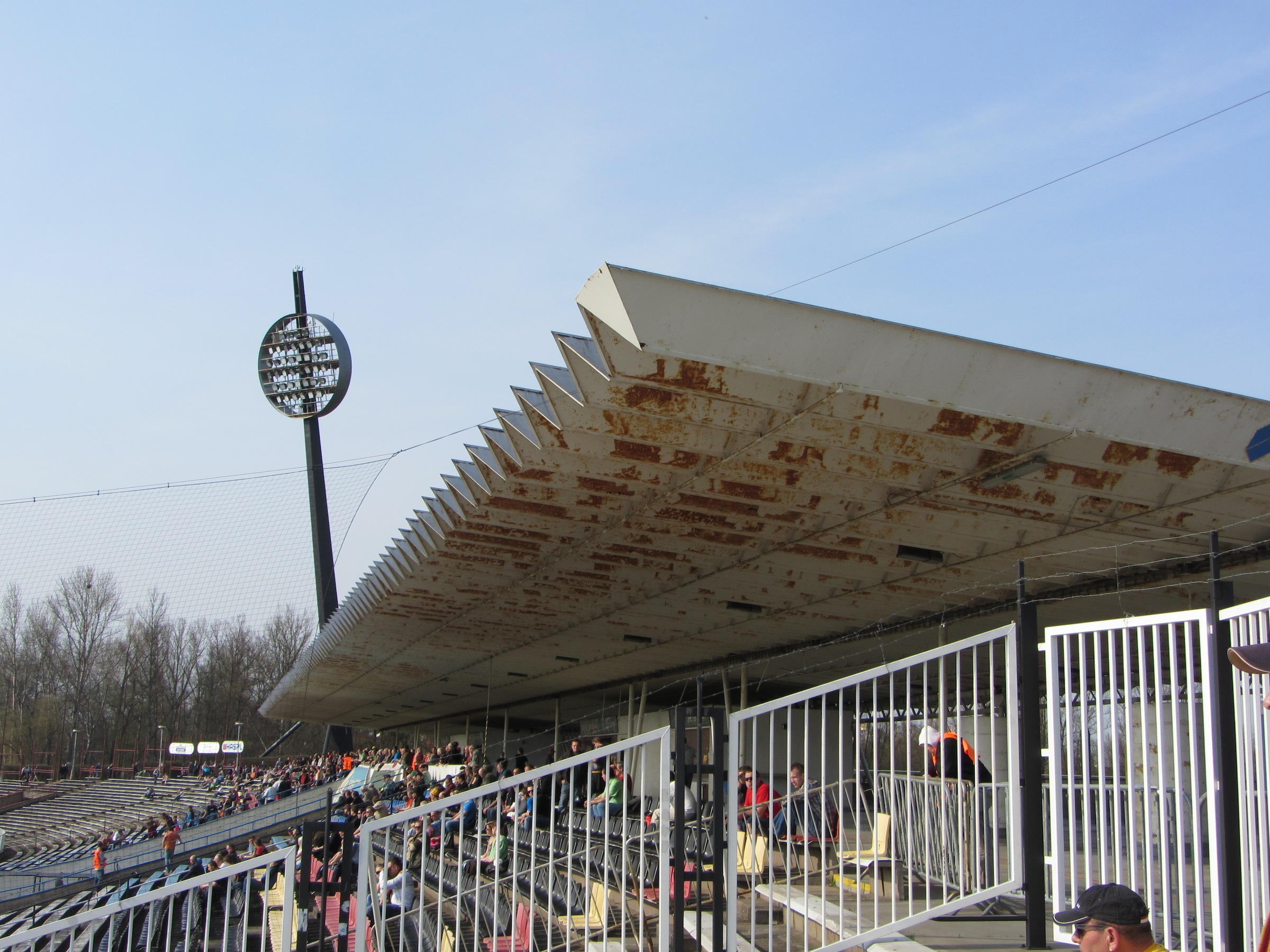
Die Osttribüne (April 2013)
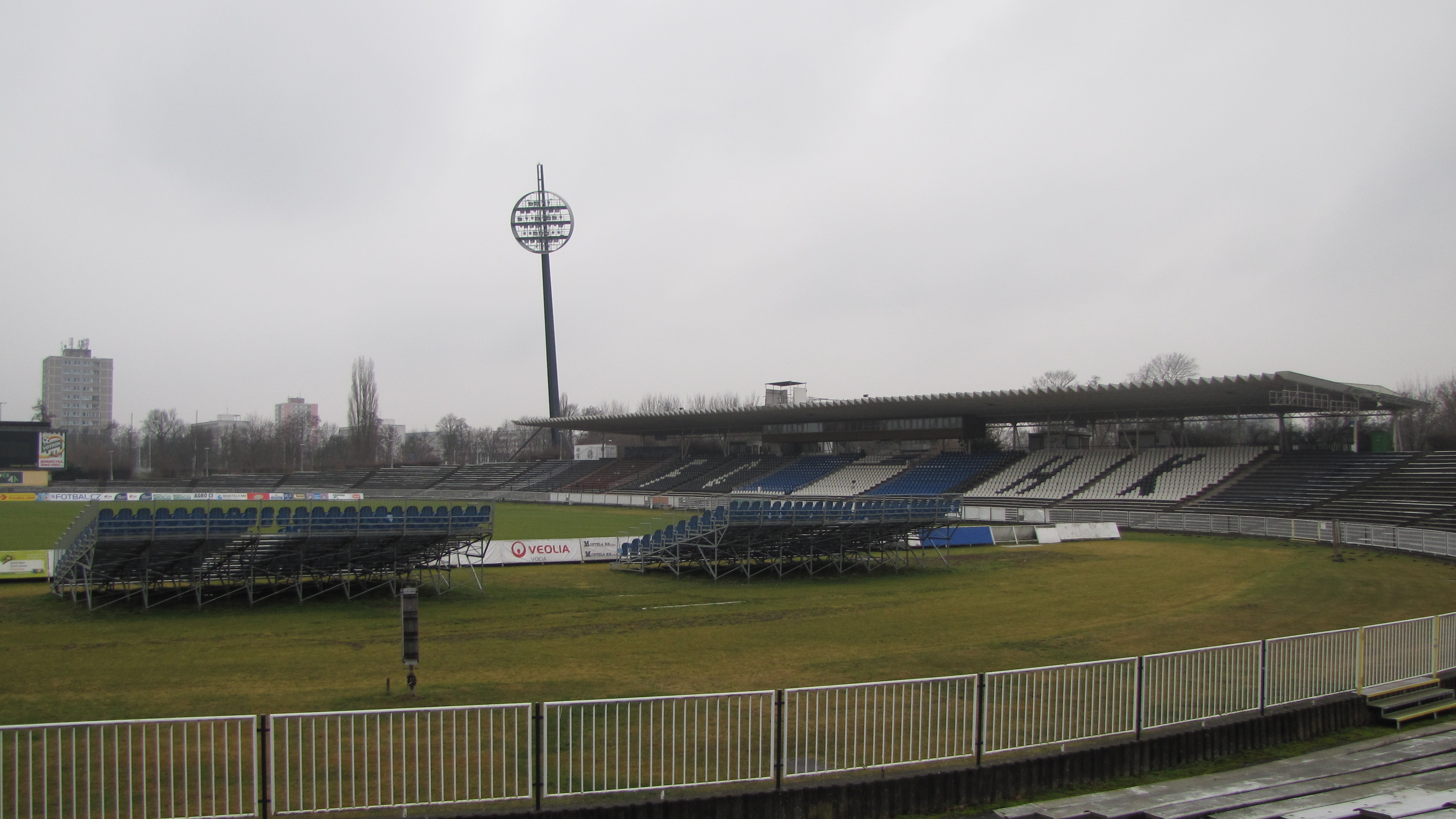
Blick in das Stadion (Januar 2014)
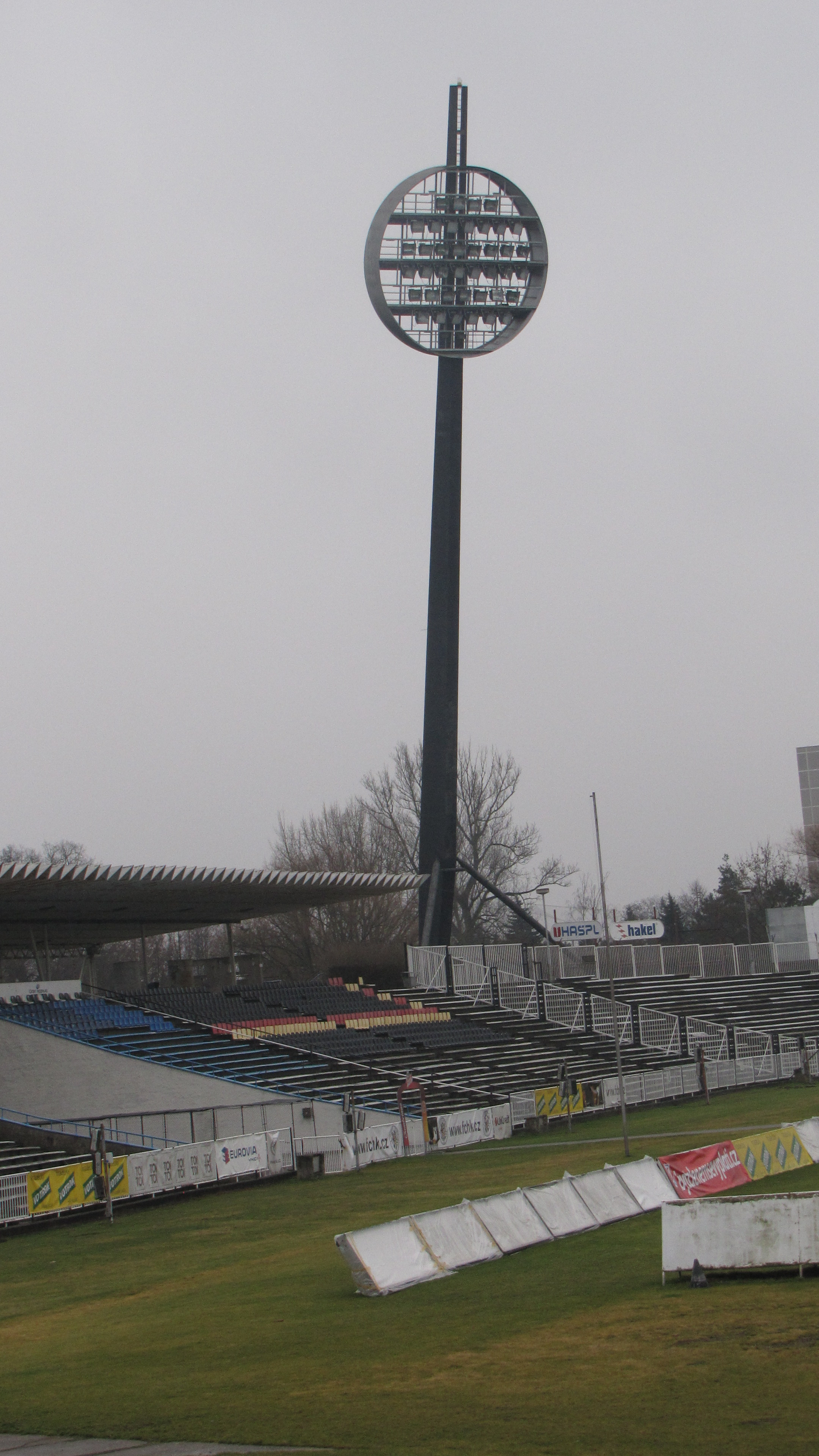
Einer der vier Flutlichtmasten (Januar 2014)